# Terapia ocupacional en accidentes cerebrovasculares
La naturaleza de las secuelas más frecuentes del daño cerebral causado por un accidente cerebrovascular (ACV) precisa de respuestas desde la interdisciplinariedad profesional   y enfoques globales e integrados. Entre los equipos profesionales que participan en la rehabilitación desde las primeras fases de atención hospitalaria hasta su último objetivo se incluye la Terapia ocupacional.
El terapeuta ocupacional, gracias a un conjunto de técnicas específicas, intentará que la persona que ha sufrido un daño cerebral recupere las capacidades sensitivomotrices, perceptivas y cognitivas disminuidas por la lesión, para conseguir el mayor grado de autonomía en las actividades de la vida diaria (AVD).

## Tratamiento del déficit motor
La intensidad y extensión del déficit motor que acompaña a un accidente cerebrovascular depende de la lesión cerebral. El paciente puede presentar desde monoplejias/monoparesias hasta, tetraplejias/tetraparesias, siendo el cuadro más frecuente la hemiplejia/hemiparesia.
El déficit motor va acompañado de un trastorno del tono muscular, ya sea por exceso (espasticidad o hipertonía) o por defecto (flaccidez o hipotonía).
El tratamiento irá encaminado al reaprendizaje, a través de ejercicios repetitivos, de los patrones motores perdidos, hasta que el paciente reexperimente la sensación de movimiento normal.
La recuperación de la función motriz se produce craneocaudalmente: primero los movimientos gruesos y por último los finos y selectivos.
No es frecuente la recuperación completa de la habilidad del miembro superior (sobre todo de la mano). Si el miembro afectado es el dominante y la destreza recuperada no es suficiente para determinadas AVD, realizar un cambio de dominancia.
El tratamiento motor:
- Inicialmente: facilitar el movimiento del lado afectado, persiguiendo la simetría y la conciencia del esquema corporal.
- Durante la fase aguda: no existe respuesta motriz (fase fláccida). Control a través de ejercicios autoasistidos.
- Cuando comience a recuperar tono muscular: disminuir espasticidad y aumentar los movimientos voluntarios, incidiendo en movimientos o posturas controlados por los músculos antagonistas de la musculatura espástica.[7]

Los problemas motores que con mayor incidencia aparecen asociados a un ACV son:

### Pérdida de simetría
La presencia de patrones anormales de movimiento y la espasticidad favorecen la adquisición de una postura anormal. Ya desde la fase aguda, debe procurarse mantener la simetría corporal:
- En decúbito, colocar al paciente sobre el lado afectado.
- En sedestación, alinear el tronco con la cabeza y colocar el miembro afectado donde pueda visualizarlo.

Durante la ejecución de tratamiento: evitar el respaldo de la silla y realizar ejercicios de transferencia de peso corporal y de rotación de cinturas (pelviana y escapular.

### Movimientos anormales
Son consecuencia de la suma de tres factores:
Existencia de un tono muscular anómalo, que provoca una ausencia de coordinación entre músculos agonistas y antagonistas. Como consecuencia de ello, aparecen reacciones asociadas que producen cadenas de movimientos involuntarios.
Para conseguir un movimiento normal, los ejercicios realizados en terapia ocupacional irán encaminados a:
- Inhibir la espasticidad del tronco ejecutando actividades de disociación de ambas cinturas (escapular y pelviana).[9][10][11]

- Facilitar el movimiento normal: realizar actividades que incluyan cadenas de movimientos contrarios a los de los patrones patológicos, utilizando ejercicios con movimientos amplios de rotación escapular y pélvica y de prensión manual, seguida de un período de relajación.[12][13]

- Evitar las reacciones asociadas patológicas: situar al paciente en una postura inhibitoria refleja. Ejercicios de transferencia del peso del lado afectado al sano y actividades de orientación hacia el lado lesionado evitando la aparición de acciones incontroladas.

### Aparición de movimientos en bloque
Son movimientos simultáneos de varias articulaciones, siendo imposible la actuación independiente de una articulación con respecto a las restantes.
Actividades que incluyan movimientos inhibitorios de los patrones patológicos y, a su vez, realizar movimientos en otras articulaciones, que posteriormente serán disociados de la cadena cinética patológica.

### Pérdida de las reacciones automáticas
Los pacientes que han sufrido un ACV, tienen muy afectadas las reacciones de equilibrio y presentan un mayor riesgo de caídas y alteraciones para ejecutar determinadas AVD (transferencias, deambulación, etc).
- Tratamiento: actividades que incluyan empuje del terapeuta al paciente desde diferentes planos para intentar recuperar el equilibrio, tanto en sedestación como, en estadios posteriores, en bipedestación. Alcanzar objetos desde diferentes planos.

Debe conseguirse no solo enseñar los patrones normales de movimiento, sino intentar que el paciente los integre e identifique.

### Pérdida de la coordinación entre ambas manos
Debido a distintos factores (pérdida del esquema corporal, presencia de patrones anormales, hemianopsia, etc.). Desde el principio del tratamiento deben incluirse actividades bimanuales, ya sean autoasistidas o independientes, en orden creciente de dificultad y habilidad.

### Deficiencias motricessecundarias
Entre ellas se encuentran:
- Subluxación del hombro: es consecuencia de la parálisis/paresia de la musculatura escapulohumeral. Control postural del miembro superior a través de dispositivos externos y ejercicios bilaterales autoasistidos.
- Contracturas: por la falta de movilización de las articulaciones. Pueden evitarse mediante la movilización de las articulaciones afectadas o con riesgo, la colocación del miembro en posición antiespástica o la utilización de férulas.
- Edemas: frecuentes en las partes distales, tanto del miembro superior como del inferior. Su tratamiento consiste en situar la parte afectada en posición antigravitatoria, colocar un vendaje compresivo que favorezca el retorno y realizar ejercicios de estimulación.
- Síndrome hombro – mano: se acompaña de dolor en el hombro y la mano.

Tratamiento: diminución del edema y del dolor mediante movimientos suaves.

## Tratamiento del déficit sensitivo
Las alteraciones sensitivas ocasionadas por el ACV incapacitan seriamente al paciente, incluso a aquellos en los que el déficit motor es menor.
Los efectos de un déficit sensitivo son problemas de coordinación, desconocimiento del lado afectado, dependencia constante del control visual, retraso en la percepción de la sensación y debilidad motriz.
La valoración de este déficit resulta más complicada en aquellos pacientes que presentan alteraciones sensoriales, perceptivas y/o cognitivas añadidas.

### Sensibilidad profunda
Proporciona información sobre la posición del cuerpo, así como de la velocidad y dirección del movimiento.
- Valoración: pedir al paciente que describa su posición respecto al espacio en cada momento y la dirección del movimiento en cada actividad.
- Tratamiento: estimular los receptores propioceptivos mediante ejercicios contra resistencia.
- Actividades: lijar con una lija gruesa o manejar pesos evitando la aparición de espasticidad.

### Sensibilidad superficial
Los estímulos exteroceptivos táctiles recogen información sobre tacto, temperatura, algias y presión.
- Valoración: estimular con diferentes objetos de distinta temperatura a diferentes presiones para estudiar el grado de afectación.
- Tratamiento: estímulos fuertes (rozar, frotar, empujar, etc) controlando los cambios patológicos del tono muscular y la postura.
- Actividades: buscar objetos (a poder ser utensilios de uso frecuente o conocidos por el paciente) en una caja sin ayuda visual o introducir la mano en una caja con arena húmeda.[19][20]

## Tratamiento del déficit visual
La alteración visual  más frecuente asociada a la presencia de un ACV  es la hemianopsia homónima contralateral, que supone la pérdida de medio campo visual (campo visual del hemicuerpo afectado) cuando se dirige la mirada al frente.
- Valoración: trazar una línea horizontal y dibujar una cabeza en su extremo y pedir al paciente que termine el dibujo.

Otra técnica muy utilizada consiste en esparcir por una lámina círculos y triángulos y pedir al paciente que tache solo los círculos. Si presenta una hemianopsia dejará sin tachar los del lado que controla el campo visual afectado.
- Tratamiento: reentrenamiento del reconocimiento del ambiente, concienciar al paciente del lado afecto. Actividades en las que deba girar la cabeza para sobrepasar la línea media.[24][25]

## Tratamiento de las alteraciones perceptivas
Los pacientes que han padecido un ACV pueden sufrir una incapacidad para descifrar e integrar los estímulos externos que le provocan problemas al intentar desenvolverse en su entorno, obstaculizando el reaprendizaje de las AVD.
Los problemas perceptivos más frecuentes asociados a un ACV son:

### Desconocimiento del lado afectado
Se debe a varios factores: hemianopsia, hemianestesia y, sobre todo, pérdida de estímulos, ya que la procedencia de éstos es solo unilateral (desde el hemicuerpo sano), favoreciendo aún más el desconocimiento del lado afectado.
- Objetivo: incrementar la conciencia de las relaciones espaciales y la atención del lado afectado a través de actividades frente a un espejo.[26]

### Agnosia
Es la incapacidad para discriminar táctilmente objetos tridimensionales sin apoyo visual o auditivo. Puede ser táctil, auditiva, visoespacial o incluso anosognosia.
- Valoración: reconocimiento de objetos desconocidos y cotidianos para que desriba sus características.
- Tratamiento: ejercicios de refuerzo de entrada de estímulos y habilidades operativas para una total integración sensorial.[27]

### Apraxia
Es la incapacidad para realizar movimientos complejos o habilidades que antes poseía, a pesar de conservar intacta la movilidad, la sensibilidad y la coordinación. El paciente es incapaz de planificar los movimientos necesarios para realizar una actividad.
- Tratamiento: realizar las cadenas de movimientos que se ejecutan en las diversas actividades (sobre todo en las AVD), hasta que sean automáticas. Inicialmente puede ser necesario el estímulo táctil, hasta que asuma el movimiento normal. Los ejercicios deben ser reforzados con todo tipo de estímulos (visuales, auditivos, táctiles).[29]

### Afasia
Es la alteración de la comunicación (hablada o escrita) debida a una lesión cerebral en la que el paciente presenta una disminución de la capacidad del uso e interpretación de algunos aspectos del lenguaje.
- Tratamiento: ejercicios que requieran la interpretación oral y, en ocasiones, escrita (explicar qué actividades está ejecutando, nombrar los objetos que utiliza o necesita utilizar en las AVD, etc), que potencien las habilidades manuales para favorecer la escritura.[31]

Cuando la comunicación oral es imposible pero la capacidad de comprensión del paciente es aceptable, para conservar la relación con el entorno es útil confeccionar un cuaderno de comunicación con las actividades básicas de la vida diaria (ABVD), las cuales pueden irse ampliando según las necesidades del paciente.

### Problemas delesquema corporal
El paciente no tiene conciencia de su lado afectado y tiende a utilizar el hemicuerpo sano en detrimento del pléjico.
- Tratamiento: actividades autoasistidas bilaterales, sobrepasar la línea media corporal, resdistribución del peso, integración sensorial y propiocepción.[35]

## Tratamiento de las dificultades en las actividades de la vida diaria (AVD)
El paciente que ha sufrido un ACV encontrará una serie de dificultades a la hora de ejecutar las AVD debido a la sintomatología que la lesión le ha ocasionado.
El adiestramiento de las AVD debe comenzarse ante el espejo, para posteriormente intentar ejecutarlas en ausencia del mismo.
- Alimentación: durante la alimentación, el miembro superior pléjico (con ausencia total de movilidad o con movilidad no útil para la actividad) debe colocarse sobre la mesa para conseguir un mejor control postural, controlar las reacciones patológicas asociadas y proporcionar un estímulo visual.

- Vestido: es preciso modificar las pautas de ejecución de estas actividades. Hay que enseñar al paciente a vestirse y desnudarse con una secuencia de movimientos diferente a la que tenía. Si la lesión motriz se acompaña de una alteración sensitiva, sensorial o perceptiva, conviene enseñarle a realizar estas actividades delante del espejo.

- Higiene: las actividades en el lavabo conviene realizarlas en sedestación y frente al espejo para reforzar estímulos, controlando la postura. Para la bañera conviene utilizar asiento y barras de apoyo. Si sufre analgesia hay que enseñarle a controlar previamente la temperatura del agua (en el hemicuerpo sano) para evitar quemaduras.

- Deambulación: además de colaborar con el fisioterapeuta para conseguir una marcha funcional, el terapeuta ocupacional debe enseñar al paciente con movilidad reducida a ejecutar las AVD desde esta nueva situación.[42]

- Reinserción domiciliaria: el terapeuta debe estudiar el entorno del paciente para conseguir la mayor calidad de vida posible, tanto para él como para sus cuidadores. Hay que prestar interés especial a las zonas de mayor riesgo (baño, cocina y dormitorio), informar y asesorar a la familia sobre las diferentes ayudas y productos de apoyos disponibles para que el paciente pueda vivir con la mayor independencia posible.